# Казимир Ягеллончик
Казимир Ягеллончик (пол. Kazimierz Jagiellończyk; 3 жовтня 1458, Краків —4 березня 1484, Гродно) — син короля Казимира IV та Єлизавети Габсбург. Народився польським королевичем та литовсько-руським княжичем. Католицький святий, патрон Литви, Польщі, Радома, литовської молоді та ремісників. Також — Казимир Святий

## Біографія

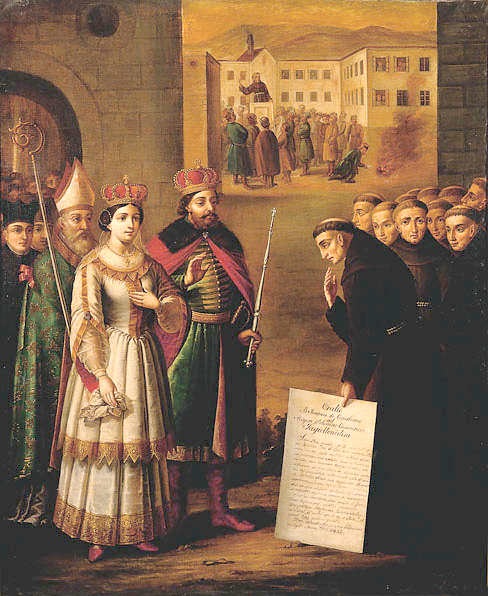
Батьки Казимира — Казимир IV Ягеллончик та Елжбета Ракужанська

Казимир народився 1458 року у Вавельському королівському замку. Він став другим сином короля Польщі та Литви Казимира IV та його дружини Єлизавети Ракужанської, уродженої німецької принцеси з династії Габсбургів. Його старшим братом був королевич Володислав, майбутній король Чехії та Угорщини. Вчителем Казимира, як і його братів, був Ян Длугош. У нього Казимир почав навчатися із дев'яти років. 
З 1475 року Казимир почав долучатися до державних справ, беручи участь у засіданнях корони. У 1476 році він супроводжував батька до Прусії. Від 1478 року Казимир IV разом із синами Яном Ольбрахтом та Казимиром перебував у Великому князівстві Литовському. Литовці тоді вимагали створення окремої держави, пропонуючи на трон княжича Казимира. Князь рішуче відмовився і у 1481 році відіслав синів до Польщі.
Протягом майже двох років Казимир був намісником батька у Польщі. Своєю резиденцією він обрав Радом. 
Його коротке правління було високо поціноване сучасниками. Казимир керував обережно і справедливо. Він турбувався про безпеку на дорогах, намагався стримувати розбій. У зовнішній політиці мав добре налагоджені стосунки із пруським королем. Батько хотів оженити його на доньці імператора Фрідріха III Габсбурга Кунігунді, та княжич волів залишатися одинаком. До того ж, в нього почали проявлятися перші ознаки хвороби, скоріш за все, туберкульозу. Наприкінці 1483 року Казимира було відкликано до Вільнюса. Разом із батьком вони збиралися до Любліна на з'їзд знаті королівства. Та через хворобу королевич залишився у Гродно. Незабаром Казимир IV перервав поїздку і повернувся до сина. Княжич помер за присутності батька 4 березня 1484 року. Його тіло було перевезено і поховано у Вільнюсі. У XVII сторіччі було збудовано каплицю Святого Казимира і останки княжича були перепоховані там.

## Канонізація

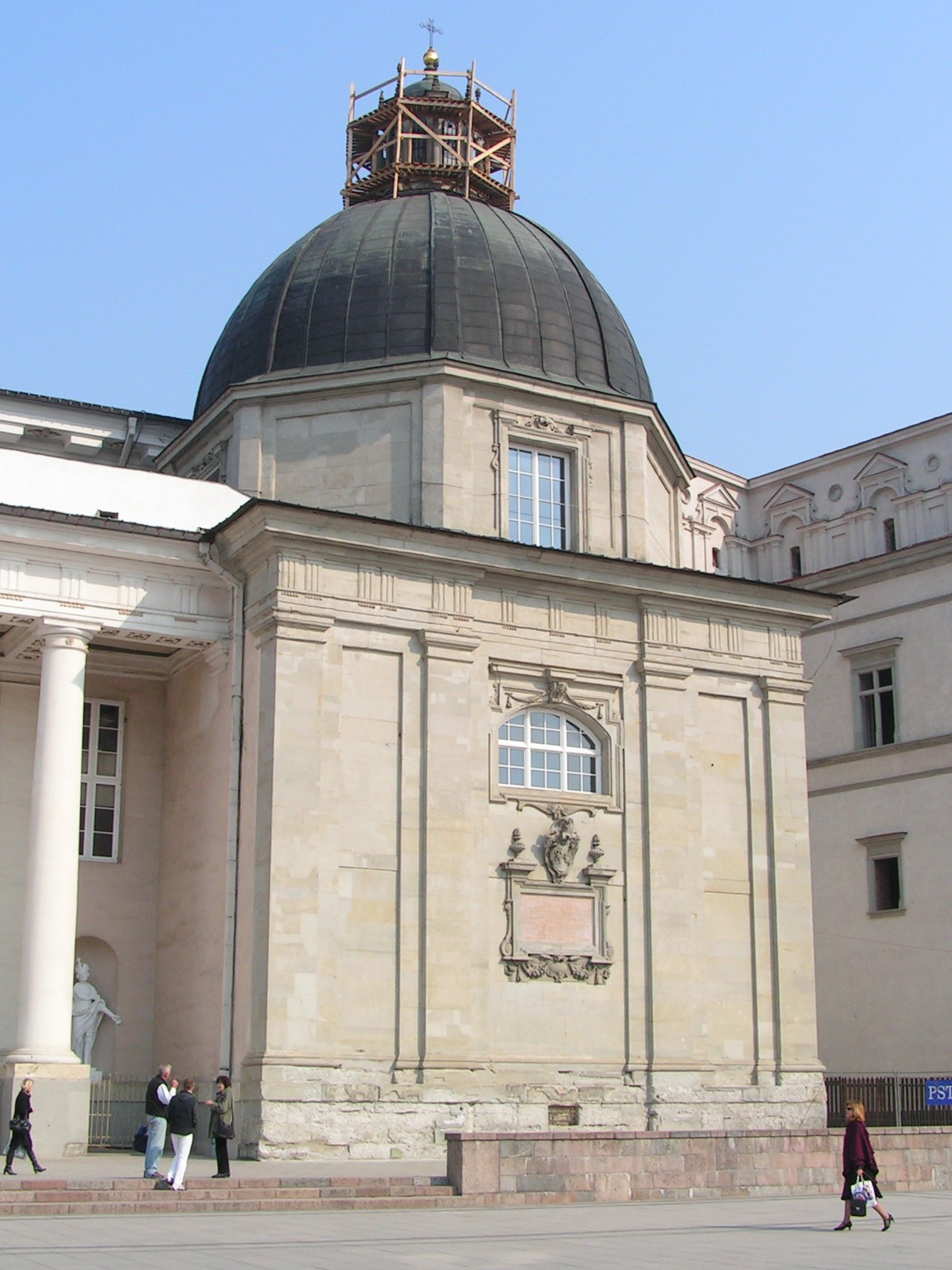
Каплиця Святого Казимира

Рання смерть молодого княжича викликала неабияке співчуття в Литві та на Польщі. На його честь складалися прославляючі епітафії. В канонізації мали свою роль і політичні фактори. Так, Литва, що вже як сто років прийняла «західне» християнство, ще не мала власного святого покровителя. А династії Ягеллонів канонізований член родини додав би досить великої значущості. Насамперед, подавав прохання про канонізацію Казимира його молодший рідний брат Сигізмунд I Старий. 1517 року римський папа Лев X призначив відповідну комісію.

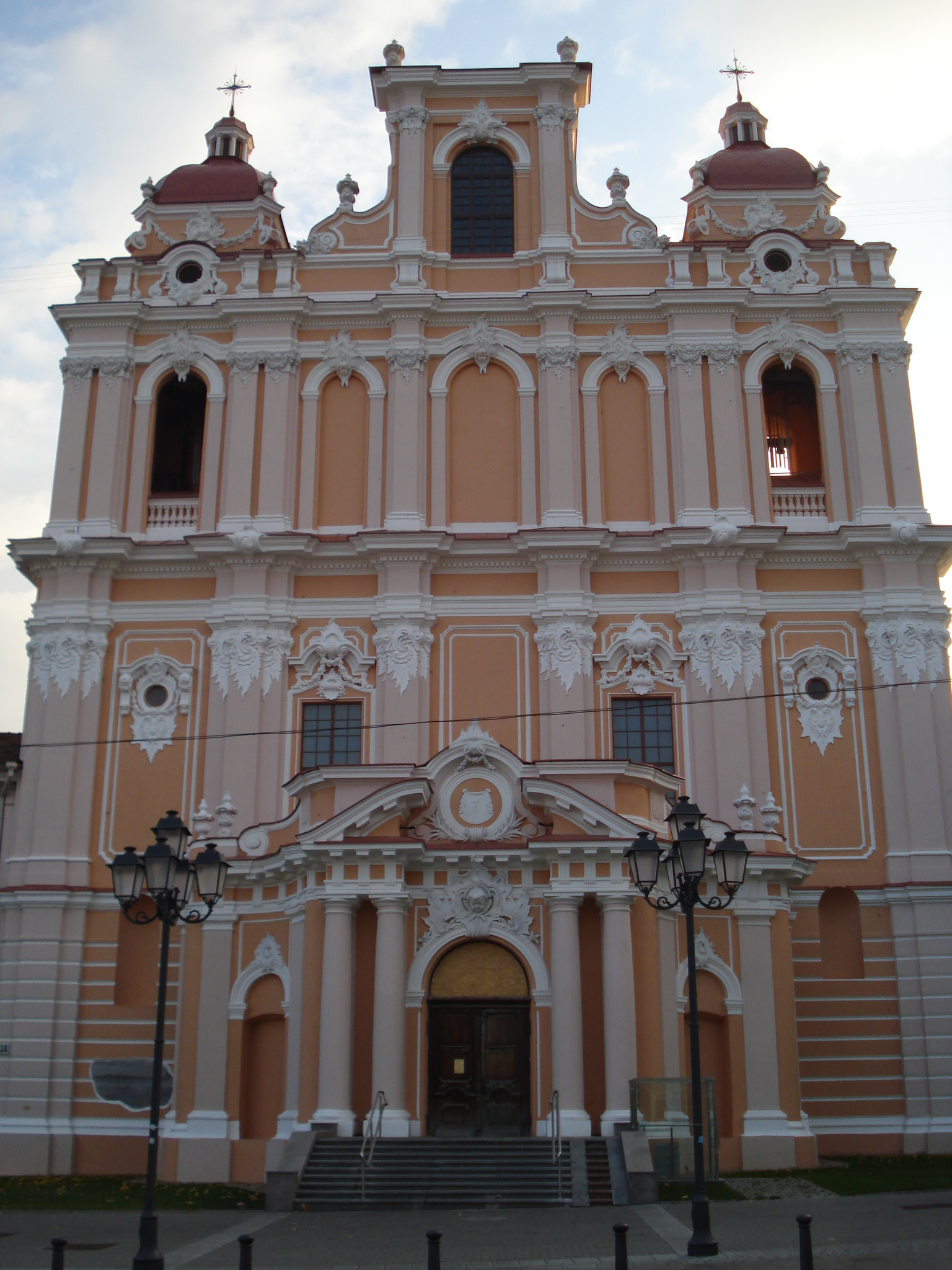
Костел Святого Казимира

Папський легат прибув до Литви і ознайомився із культом Казимира, що почав поширюватися землями, підготував його життєпис та літургійні тексти на його честь. 1521 року Лев X видав канонізаційну буллу та вона десь була втрачена. Нову буллу вдалося отримати лише Сигізмунду III. Римський папа Климент VII видав її 7 листопада 1602 року на основі знайденої в архівах папства копії булли Лева X.
З цього приводу труна Казимира була відкрита і, за словами свідків, останки королевича виявилися нетлінними. Церемонія канонізації відбулася 1604 року в катедральному соборі Св. Станіслава у Вільнюсі. Був освячений камінь першого костьолу Святого Казимира.
Мощі Казимира 1636 року були перепоховані у каплиці Святого Казимира. 1953 року їх було перенесено до костьолу Святих Петра та Павла. Згодом їх було повернуто на старе місце.

## Іконографія
Святого Казимира прийнято зображувати в князівському одязі із митрою на голові та лілеєю у долоні або на колінах перед замкненими дверима храму. Його атрибутами є дві схрещені булави, герб Ягеллонів, Богоматір Остробрамська і пояс із назвою гімну, що його було знайдено у труні.

## Патрон
Від 1636 року Казимира проголошено головним покровителем Литви. А 1948 папа Пій XII оголосив його спеціальним патроном року литовської молоді. Також він є одним із покровителів Польщі. Із 1960 року на прохання лицарів Мальти його внесли до їхніх покровителів. У Литві вважається опікуном ремісників. Крім того, Казимир вважається покровителем архієпископства Вільнюсского і Білостокського, Радомської єпархії (з 1992 року).
Зображення Казимира Святого виступає в гербах низки міст і містечок Литви — зокрема таких, як Дарсунішкіс (7 грудня 1791 р.), Нямунайтіс (19 березня 1792 р.), Кведарна (20 березня 1792 р.), а також у гербі білоруського містечка Ружани (20 червня 1637 р.).